# マンモグラフィー

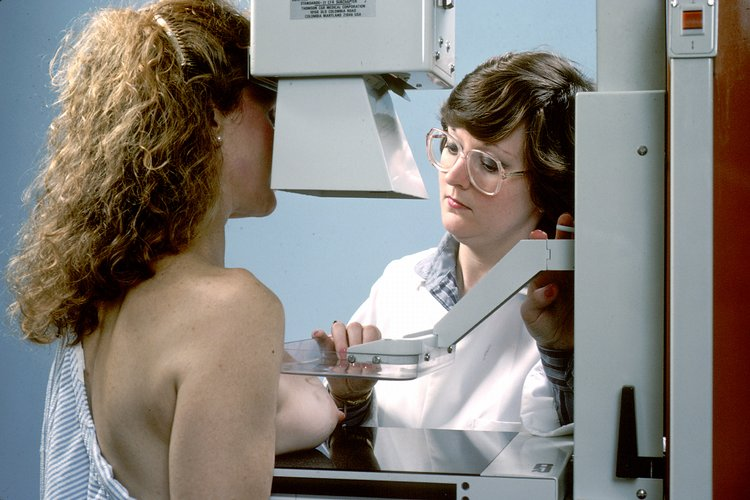
マンモグラフィー検診を受ける女性

マンモグラフィー（mammography）は、乳癌の早期発見のために人の乳房をX線撮影する手法、またそのための乳房X線撮影装置のこと。
mammographyとは、「乳房」＋「画像」から作られた造語であり、MMGと略されることもある。近年では乳房の撮影に陽電子断層撮影 (PET) の技術を用いる陽電子放射マンモグラフィー (Positron Emission Mammography、PEM) という手法もアメリカなどで普及し始めており日本でも数か所の病院で導入されている。ただし、X線マンモグラフィーと陽電子放射マンモグラフィーは手法としても診断方法としても全く異なる手段である。本記事では基本的にX線マンモグラフィーについて扱う。

## 撮影方法
受診者は、上半身裸で装置の前に立ち、乳房を装置の撮影台に載せる。装置には圧迫板とよばれるプラスチックの板があり、これが乳房を強く撮影台に押さえつけて厚さ4 - 5cm程度まで圧迫する（このため、乳房に張りのある女性は若干苦痛を感じることもある。2011年には60歳代の女性があばら骨を骨折する事故もあった）。所定の厚みになったところで、撮影となる。通常、左右それぞれ撮影方向を変えて2枚ずつ、合計4枚撮影する。

## 他のX線撮影装置との相違

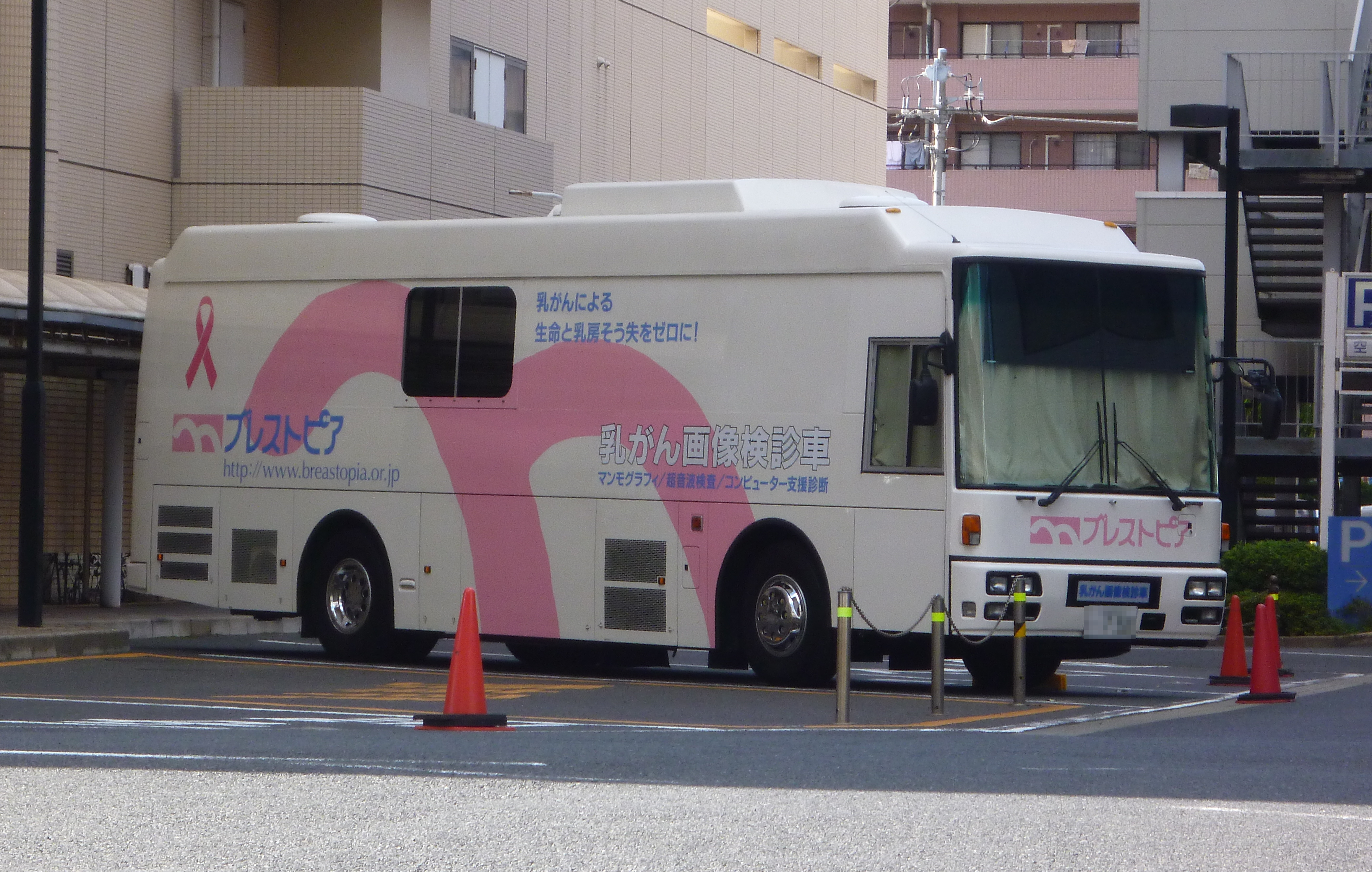
マンモグラフィー装置を搭載した検診車

4回ものX線曝射が必要となり、また決して快適とは言えない状態（乳房の圧迫）であるため、短時間で、できるだけ被曝を少なくするように工夫されている。撮影対象が軟部のみなので、X線の波長・エネルギーの最適値も一般撮影（主に骨格）とは大きく異なり、たとえばX線管の管電圧も一般が100kV前後であるのに対し、マンモグラフィー撮影では25-35kV程度となっている。被曝量は、通常0.05 - 0.15ミリシーベルトあるいはそれ以下となっている。このような低い線量でも鮮明に撮影できるよう、早くからデジタル化（コンピューテッドラジオグラフィー）が進んだ分野でもある。撮影装置は、上述のように乳房を圧迫し撮影方向を変化させられるよう、Cアーム（Cの字のようなアーム）の上下に、X線源と撮影台を持つ形状が一般的である。このような事情から大型にならざるを得ないが、巡回検診車に搭載可能なタイプのものも工夫されている。

## 読影・診断

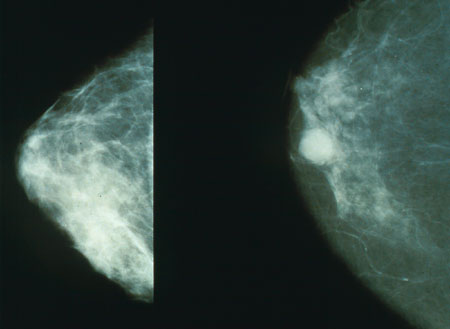
マンモグラフィーの画像
(左:正常、右:乳癌)

独特の、微妙な画像の読影技術を要求されるため、特に訓練を受けた医師でなければ正しく診断することは難しい。これは撮影する技師も同様である。このため、ほぼ各国それぞれに、マンモグラフィーの撮影、診断に関わる技師や医師への専門の教育訓練や、専門医・専門技師の資格制度が用意されている。また装置や設備（撮影装置だけでなくフィルムの読影室の環境などを含む）についても公的な基準や規約が設けられ、そうしたソフト面・ハード面を通じた管理システムがなければ、マンモグラフィーによる診断はできないと考えられている。日本ではNPO法人日本乳がん検診精度管理中央機構（通称「精中機構」）が一元的にこうした教育・資格認定・基準策定などを行っている。この資格を持った医師・技師・施設はそれぞれ「精中機構」のホームページにて公開されているため、乳がん検診の受診者は、検診を受ける施設を決めるための指標にすることができる。
世界的には、アメリカ放射線学会(ARC)の勧告がデファクトスタンダードとして利用されており、日本の精中機構の教育内容や基準には、ARCのものを参考にローカライズされたものが見受けられる。
他方、2016年6月13日付の新聞報道によると、日本の自治体における乳癌検診で、乳房の形状によっては癌を見落とす可能性があるにもかかわらず、受診者に対し「異常無し」と通知されるケースが多いことが明らかになった。通知するためのシステムが存在しないケースが多いためとされ、有識者からはシステムを整備すべきだとの指摘が出ているが、日本における指針でも通知義務が存在しないことも問題視されている。

## 海外での状況
アメリカ合衆国予防医学専門委員会は「マンモグラフィーによる利益と弊害は、50歳から74歳の女性には利益の方がある程度大きく、60代の女性に利益が最も大きくなる」として、標準的な女性には50歳から74歳まで、2年おきにマンモグラフィー検診を受けることを推奨している（2016年）。アメリカ放射線学会およびアメリカがん協会は、40歳から毎年マンモグラフィー検診を受けることを推奨している。また、カナダ予防医療対策委員会（2012年）および欧州がん研究所（2011年）は、50歳から69歳の間、2〜3年おきにマンモグラフィー検診を受けることを推奨している。
アメリカ合衆国予防医学専門委員会の報告書では、頻繁にマンモグラフィー検診を受けるリスクとして、不必要な手術と不安に加え、放射線によって乳がんが誘発される可能性がわずかながら増加すると指摘された。また、豊胸手術、乳房固定術、乳房縮小術などの手術を受けている患者は、マンモグラフィーの頻度を増やすべきではないとしている。
コクラン共同計画が対象をランダムに選び、テストを行ったところ、乳がんを含むがん患者の死亡率に対するマンモグラフィー検診の効果は認められなかった、と10年後に結論づけている（2013年）。この調査の著者たちは、「この検診によって乳がんの死亡率が15%低下し、過剰診断と過剰処置が30%とすると、10年間で2000人の女性が検診を受けるたび、1人は乳がんによる死亡を回避するが、健康な10人は検診がなければ診断されなかったはずなのに、不必要な治療を受けることになる。さらに、200人以上の女性が偽陽性のため、何年にもわたって不安や緊張などの心理的苦痛を味わうことにもなる」と述べた。また著者たちは、すべての年齢層に向けて一律にマンモグラフィー検診を推奨すべきかどうか、再検討する時期に来ており、一律にマンモグラフィー検診を行うのは合理的ではないかもしれないと述べている。北欧コクランは研究結果を2012年に改め、診断と治療の進歩により、現在のマンモグラフィー検診の効果は低くなり、「もはや有効ではない」としている。また、年齢に関係なく乳がん検診を行うことは「もはや妥当ではない」と結論づけ、インターネット上の誤解を招くような情報に注意を促している。それどころか、ニューイングランド・ジャーナル・オブ・メディシンに掲載された報告書では、国のマンモグラフィー検診プログラムの乳がん死亡率の減少効果が低いのは、放射線によりがんが誘発されるためとしている。

## マイクロ波マンモグラフィー
近年、マイクロ波を使用するマンモグラフィーが開発されている。従来のX線を使用する場合と異なり、X線への被曝の危険性が無く、従来は熟練者の判断に依存していたがより鮮明に悪性腫瘍を判別できる。従来のX線での撮像では困難だった腫瘍も撮像出来る。